# Gouvernement Moulaye Ould Mohamed Laghdhaf
Cette page décrit la composition du gouvernement mauritanien du Premier ministre Moulaye Ould Mohamed Laghdhaf, sous la présidence du général Mohamed Ould Abdel Aziz de septembre 2009 à août 2014.

## Composition initiale
- Premier ministre : Moulaye Ould Mohamed Laghdhaf
- Ministre de la Justice : Amadou Tidjane Bal
- Ministre des Affaires étrangères et de la Coopération : Mohamed Mahmoud Ould Mohamedou
- Ministre de la Défense nationale : Mohamed Mahmoud Ould Mohamed Lemine
- Ministre de l'Intérieur et de la Décentralisation : Mohamed Ould Maaouya
- Ministre des Affaires économiques et du Développement : Sidi Ould Tah
- Ministre des Finances : Sid'Ahmed Ould Raiss
- Ministre de l'Éducation nationale: Ahmed Ould Bah
- Ministre des Affaires islamiques et de l'Enseignement originel : Othmane Ould Cheikh Ahmed Aboul Maali
- Ministre de la Fonction publique, de l'Emploi et de la Formation professionnelle : Hacen Ould Limam Ould Amar Jowda
- Ministre de la Santé : Mohamed Abdellahi Ould Siyam
- Ministre du Pétrole et de l'Énergie : Die Ould Zeine
- Ministre des Pêches et de l'Économie maritime : Hacenna Ould Ely
- Ministre du Commerce, de l'Artisanat et du Tourisme : Bamba Ould Daramane
- Ministre de l'Habitat, de l'Urbanisme et de l'Aménagement du Territoire : Sy Adama
- Ministre du Développement rural : Brahim Ould M’Barreck Ould Mohamed El Moctar
- Ministre de l'Équipement et des Transports : Camara Moussa Seydi Boubou
- Ministre de l'Hydraulique et de l'Assainissement : Mohamed Lemine Ould Aboye
- Ministre de l'Industrie et des Mines : Mohamed Abdellahi Ould Oudaa
- Ministre de la Culture, de la Jeunesse et des Sports : Sidi Ould Samba
- Ministre de la Communication et des Relations avec le Parlement : Mohamed Ould Mohamed Abderrahmane Ould Moine
- Ministre des Affaires sociales, de l'Enfance et de la Famille : Selama Mint Cheikhna Ould Lemrabott
- Ministre Délégué auprès du Premier ministre chargé de l'Environnement et du Développement Durable : Mohamed Ould Ahmed Salem
- Secrétaire d'État chargé de la Modernisation de l'administration et des TIC : Sidi Ould Mayouf
- Secrétaire d'État chargé des Affaires maghrébines : Mohamed Abderrahmane Ould Mohamed Ahmed
- Secrétaire général du gouvernement : Bâ Ousmane
- Commissaire aux Droits de l'homme, à l'Action humanitaire et aux Relations avec la société civile : Mohamed Lemine Ould Dadde
- Commissaire à la Sécurité alimentaire : Mohamed Ould Mohamedou
- Commissaire à la Promotion des investissements : Bâ Houdou.

## Composition du Nouveau gouvernement de la République islamique de Mauritanie remanié le 22 mars 2011
- Premier Ministre : Moulaye Ould Mohamed Laghdhaf
- Ministre Secrétaire général de la Présidence de la République : Adama Sy
- Ministre de la Justice : M. Abidine Ould El Kheir
- Ministre des Affaires étrangères et de la coopération : M. Hamadi Ould Baba Ould Hamadi
- Ministre de la Défense nationale : M. Hamadi Ould Idey Ould Mohamed Radhi
- Ministre de l’Intérieur et de la Décentralisation : M. Mohamed Ould Boilil
- Ministre des Affaires Économiques et du Développement : M. Sidi Ould Tah
- Ministre des Finances : M. Thiam Diombar
- Ministre d’État à l’Éducation nationale, à l’Enseignement supérieur et à la Recherche scientifique : M. Ahmed Ould Bahya
- Ministre délégué auprès du Ministre de l’Éducation Nationale, chargé de l’Enseignement fondamental : M. Hamed Ould Hamoni
- Ministre délégué auprès du Ministre de l’Éducation Nationale, chargé de l’Enseignement secondaire : M. Oumar Ould Maatalla
- Ministre délégué auprès du Ministre de l’Éducation nationale, chargé de l’emploi, de la formation professionnelle et des technologies nouvelles : M. Mohamed Ould Khouna Ould Mekiyine
- Ministre des Affaires islamiques et de l’Enseignement Originel : M. Ahmed Ould Mohamed Emine
- Ministre de la Fonction Publique et de la modernisation de l’administration : Mme Maty Mint Hamady
- Ministre de la Santé : M. Ba Housseinou Hamadi
- Ministre du Pétrole, de l’Énergie et des Mines : M. Taleb Ould Abdi Vall
- Ministre des Pêches et de l’Économie maritime : M. Ghdafna Ould Eyih
- Ministre du Commerce, de l’Industrie, de l’Artisanat et du Tourisme : M. Bamba Ould Daramane
- Ministre de l’Habitat, de l’Urbanisme et de l’Aménagement du Territoire : M. Ismail Ould Bedde Ould Cheikh Sidiya
- Ministre du Développement rural : M. Brahim Ould M’Barreck Ould Mohamed El Moctar
- Ministre de l’Équipement et des Transports : M. Yahya Ould Hademine
- Ministre de l’Hydraulique et de l’Assainissement : M. Mohamed Lemine Ould Aboye Ould Cheikh El Hadrami
- Ministre de la Culture de la jeunesse et des sports : Mme Cissé Mint Cheikh Ould Boyde
- Ministre de la Communication et des Relations avec le Parlement : M Hamdi Ould Mahjoub
- Ministre des Affaires sociales, de l’Enfance et de la Famille : Mme Moulaty Mint El Moctar
- Ministre délégué auprès du Premier Ministre chargé de l’Environnement et du Développement durable : M. Amedi Camara
- Secrétaire général du gouvernement : M. Ousmane Ba
- Commissaire aux Droits de l’Homme, à l’Action humanitaire et aux Relations avec le Parlement : M. Mohamed Abdellahi Ould Khattra
- Commissaire à la Sécurité alimentaire : M. Mohamed Ould Mohamedou
- Chargés de mission à la Présidence : Mme Coumba Ba et M. Ahmed Ould Moulaye Ahmed.